# Heterochelus bivittatus
Heterochelus bivittatus är en skalbaggsart som beskrevs av Hermann Burmeister 1844. Heterochelus bivittatus ingår i släktet Heterochelus och familjen Melolonthidae. Inga underarter finns listade i Catalogue of Life.